# Jim Aparo
James N. Aparo, detto Jim (24 agosto 1932 – 19 luglio 2005), è stato un fumettista statunitense.
Ha lavorato per molti anni per la DC Comics, disegnando fumetti di Batman, Aquaman e lo Spettro, e nella serie The Brave and the Bold.
Ha vinto il premio Shazam nella categoria Best Individual Short Story (Dramatic) nel 1972.